# Ministère de l'Industrie (Espagne)
Pour les articles homonymes, voir Ministère de l'Industrie, Ministère du Commerce et Ministère du Tourisme.
Le ministère de l'Industrie et du Tourisme (en espagnol : Ministerio de Industria y Turismo, MINTUR) est le département ministériel responsable du développement industriel, des entreprises et du tourisme en Espagne.
Il est dirigé, depuis le 28 mars 2023, par le socialiste Jordi Hereu.
Son siège central se situe Paseo de la Castellana, à Madrid.

## Missions

### Fonctions
Le ministère de l'Industrie et du Tourisme est chargé de proposer et de mettre en œuvre la politique gouvernementale en matière d'industrie et de tourisme, ce qui inclut : 
- la stratégie et le développement industriels ;
- l'entrepreunariat ;
- les petites et moyennes entreprises ;
- le tourisme.

### Organisation
Le ministère de l'Industrie et du Tourisme est organisé ainsi : 
- ministre de l'Industrie et du Tourisme
  - secrétariat d'État à l'Industrie
    - direction générale de la Stratégie industrielle et des Petites et moyennes entreprises
    - direction générale des Programmes industriels
    - commissaire spécial au PERTE pour l'agroalimentaire
    - commissaire spécial au PERTE pour la décarbonation industrielle

  - secrétariat d'État au Tourisme
    - direction générale des Politiques touristiques

  - sous-secrétariat de l'Industrie et du Tourisme
    - secrétaire général technique.

## Histoire
Le ministère de l'Industrie et du Commerce (Ministerio de Industria y Comercio) est fondé par la IIe République, en 1933. Toutefois, il existait un département ministériel chargé de la politique industrielle depuis 1900, avec le ministère de l'Agriculture, de l'Industrie, du Commerce et des Travaux publics (Ministerio de Agricultura, Industria, Comercio y Obras Públicas), disparu en 1905.
Il refusionne brièvement avec le ministère de l'Agriculture, en 1935, avant d'être renommé, en 1936, en ministère de l'Industrie (Ministerio de Industria). Lors de l'arrivée au pouvoir de Francisco Franco, en 1939, il est séparé entre le ministère de l'Industrie (Ministerio de Industria), le ministère du Commerce (Ministerio de Comercio) et, à partir de 1951, le ministère de l'Information et du Tourisme (Ministerio de Información y Turismo).
Avec la fin du franquisme, le gouvernement est réorganisé par Adolfo Suárez, qui crée en 1977 le ministère de l'Industrie et de l'Énergie (Ministerio de Industria y Energía), également compétent ce qui concerne les petites et moyennes entreprises. En 1991, un important remaniement ministériel conduit à une réorganisation des ministères et instaure le ministère de l'Industrie, du Commerce et du Tourisme (Ministrio de Industria, Comercio y Turismo), qui redevient ministère de l'Industrie et de l'Énergie deux ans plus tard, du fait de la création d'un ministère du Commerce et du Tourisme.
Après avoir perdu ses compétences dans le domaine de la politique des petites et moyennes entreprises au profit du ministère de l'Économie et des Finances, en 1996, le ministère connaît un profond changement en 2000. Alors que ses compétences sur la politique énergétique sont transférées au ministère de l'Économie, les autres sont réunies à celles du ministère de l'Éducation et de la Culture concernant la recherche scientifique et celles du ministère de l'Équipement sur les télécommunications, afin de former le ministère de la Science et de la Technologie (Ministerio de Ciencia y Tecnología).
Ce ministère disparaît dès 2004, et le ministère de l'Industrie, obtenant des compétences issues de l'ancien ministère de l'Économie, devient alors le ministère de l'Industrie, du Tourisme et du Commerce (Ministerio de Industria, Turismo y Comercio). Avec le retour au pouvoir du Parti populaire, en 2011, il perd ses responsabilités sur le commerce et les PME, prenant le titre de ministère de l'Industrie, de l'Énergie et du Tourisme (Ministerio de Industria, Energía y Turismo). Le 4 novembre 2016 il est scindé en deux entre le ministère de l'Économie, qui récupère la politique industrielle, et le nouveau ministère de l'Énergie qui obtient toutes les autres compétences.
Le ministère est recréé le 7 juin 2018 par Pedro Sánchez mais ne retrouve pas ses compétences sur l'énergie, transférées au ministère de l'Environnement.
Lors de la formation du troisième gouvernement Sánchez, la compétence du commerce est transférée au ministère de l'Économie.

## Titulaires depuis 1977
| Nom                                                                               | Nom       | Nom                        | Dates du mandat | Dates du mandat | Parti | Gouvernement(s)         |
| --------------------------------------------------------------------------------- | --------- | -------------------------- | --------------- | --------------- | ----- | ----------------------- |
|                                                                                   |           | Alberto Oliart             | 05/07/1977      | 25/02/1978      | UCD   | Suárez II               |
|                                                                                   |           | Agustín Rodríguez Sahagún  | 25/02/1978      | 06/04/1979      | UCD   | Suárez II               |
|                                                                                   |           | Carlos Bustelo             | 06/04/1979      | 03/05/1980      | UCD   | Suárez III              |
|                                                                                   |           | Ignacio Bayón              | 03/05/1980      | 03/12/1982      | UCD   | Suárez III Calvo-Sotelo |
|                                                                                   |           | Carlos Solchaga            | 03/12/1982      | 05/07/1985      | PSOE  | González I              |
|                                                                                   |           | Joan Majó                  | 05/07/1985      | 26/07/1986      | PSC   | González I              |
|                                                                                   |           | Luis Carlos Croissier      | 26/07/1986      | 12/07/1988      | PSOE  | González II             |
|                                                                                   |           | José Claudio Aranzadi,     | 12/07/1988      | 14/07/1993      | Aucun | González II et III      |
|                                                                                   |           | Juan Manuel Eguiagaray     | 14/07/1993      | 06/05/1996      | PSOE  | González IV             |
|                                                                                   |           | Josep Piqué,               | 06/05/1996      | 28/04/2000      | Aucun | Aznar I                 |
|                                                                                   | PP (1999) | Josep Piqué,               | 06/05/1996      | 28/04/2000      |       | Aznar I                 |
|                                                                                   |           |                            |                 |                 |       |                         |
|                                                                                   |           | José Montilla              | 18/04/2004      | 08/09/2006      | PSC   | Zapatero I              |
|                                                                                   |           | Joan Clos                  | 08/09/2006      | 14/04/2008      | PSC   | Zapatero I              |
|                                                                                   |           | Miguel Sebastián           | 14/04/2008      | 22/12/2011      | Aucun | Zapatero II             |
|                                                                                   |           | José Manuel Soria          | 22/12/2011      | 16/04/2016      | PP    | Rajoy I                 |
|                                                                                   |           | Luis de Guindos (intérim), | 16/04/2016      | 04/11/2016      | PP    | Rajoy I                 |
|                                                                                   |           |                            |                 |                 |       |                         |
|                                                                                   |           | Reyes Maroto,              | 07/06/2018      | 28/02/2023      | PSOE  | Sánchez I et II         |
|                                                                                   |           | Héctor Gómez               | 28/02/2023      | 21/11/2023      | PSOE  | Sánchez II              |
|                                                                                   |           | Jordi Hereu                | 21/11/2023      | En cours        | PSC   | Sánchez III             |
| Titres successifs : - Depuis 2023 : Industrie et Tourisme (Industria y Turismo) ; |           |                            |                 |                 |       |                         |

## Identité visuelle (logotype)

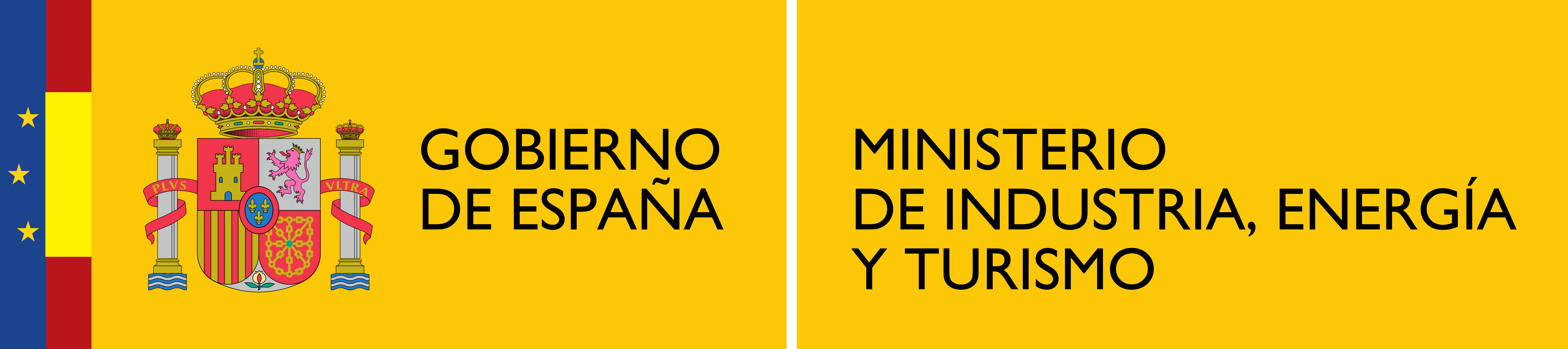
Logo du ministère de l'Industrie, de l'Énergie et du Tourisme entre 2011 et 2016.
Logo du ministère de l'Industrie, du Commerce et du Tourisme depuis 2018.